# Тара (гора)
Тара (серб. кир.: Тара, pronounced [târa]) — гора в західній Сербії. Це частина Динарських Альп, що височіють від 1,000 до 1,590 м (3 фут 3,4 дюйм до 5 фут 2,6 дюйм) над рівнем моря. Схили гори вкриті густими лісами з численними високими галявинами та луками, крутими скелями, глибокими ярами, вирізаними неподалік річкою Дриною, і багатьма карстовими печерами. Гора є популярним туристичним центром. Національний парк Тара охоплює значну частину гори. Найвища вершина — Зборіште, 1,544 м (5 фут 0,8 дюйм).

## Національний парк
Перші спроби захистити частину гори відбулися в 19 столітті. Невдовзі після заснування Сербського інституту охорони природи в 1948 році на горі в 1950 році було оголошено шість заповідників. За ними послідували ще три в 1960-х і 1970-х роках. Національний парк Тара був заснований у липні 1981 року. Він охоплює Тару та частину гори Звієзда у великому вигині річки Дрина. Площа парку спочатку становила 191,75 км2 (74,04 миля2) з висотами, що змінюються від 250 до 1,591 м (820,21 до 5,22 фут) над рівнем моря. 5 жовтня 2015 року Народні збори Сербії прийняла новий закон про національні парки, який розширив Національний парк Тара до 249,92 км2 (96,49 миля2) шляхом додавання до нього заповідної території «Краєвид видатних рис Заовіне». Офіс управління парком розташований у сусідній Баїні Башті. Охоронна зона парку, яка його оточує, значно більша і займає площу 376 км2 (145 миля2).

### Географія
Національний парк складається з групи гірських вершин із глибокими мальовничими ущелинами між ними. Найвищою точкою парку є вершина Коз'ї Рід на горі Звієзда з 1,591 м (5 фут 2,6 дюйм). Найбільш вражаючою з цих ущелин є ущелина Дрини, її стрімкі перепади від 1,000 до 250 м (3 фут 3,4 дюйм до 820 фут 2,5 дюйм) і широкі краєвиди західної Сербії та сусідньої Боснії. Він також охоплює ущелини річок Рача, Брусниця та Дервент та водоспад Великий Скакавац на річці Білий Рзав. Місцевість також характеризується карстовими печерами, ямами, джерелами та оглядовими майданчиками (Кічак, Смілевац, Білєшке Стене, Коз'є Стене, Вітіміровац і Коз'ї Рід).
Найглибші ділянки каньйону Дрини прорізані на схилах Звєзди, природного північно-західного розширення Тари, іноді також званого Високою Тарою, між гирлами річки Жепа та потоку Невельскі. Каньйон врізаний у масивні, шаруваті середньо-третинні вапнякові відкладення. Скелі надзвичайно круті, зі скельними наповзами, частково покриті рослинністю (лісами та чагарниками) і частково безплідні. Найглибший каньйон Сербії — Zvijezda Canyon, було виявлено лише 12 червня 2010 року. Через відокремленість і недоступність у вигині озера Перучац тут мешкають ведмеді та серни. Каньйон розташований на правому боці Дрини, повністю перебуваючи в зоні національного парку. Через нього упродовж 25 кілометрів (16 миля) протікає Сельський Потік, вниз із висоти 500 метрів (1 600 фут) через близько 40 водоспадів, заввишки від 5 до 40 метрів (16 до 131 фут). Над останнім водоспадом Сельський Потік впадає у Дрину.

### Рослинний світ

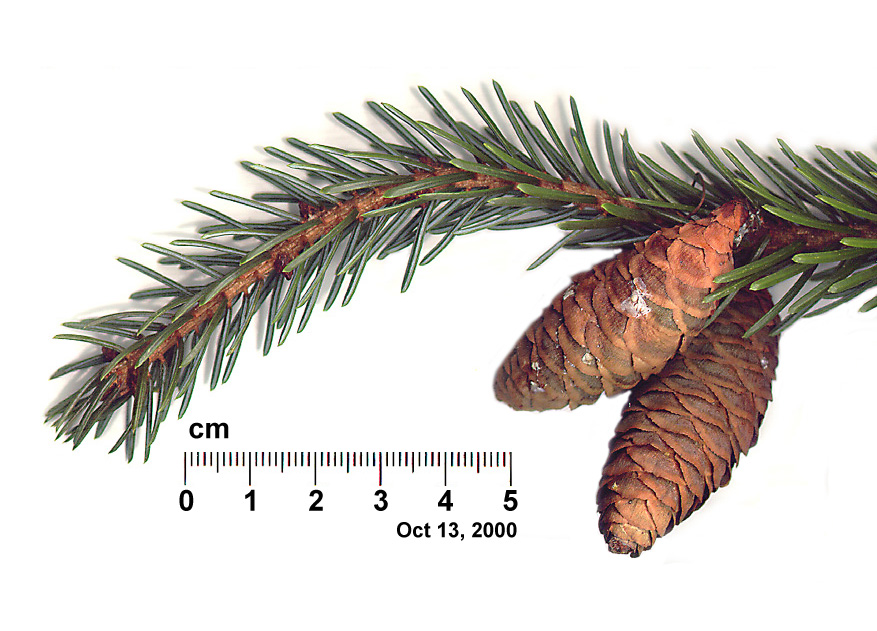
Ялина сербська була виявлена на горі Тара в 1875 р. Йосифом Панчичем

Ліси займають три чверті площі національного парку, 160 км2 (62 миля2), деякі з них є найкраще збереженими та доглянутими в Європі. Із 83,5 % території, покритою лісами, Тара є найбільш лісистою територією Сербії, тому її прозвали «легенями Сербії». Ріст лісів є одним із найвищих у Європі: загальна маса деревини щороку збільшується, а якість лісу покращується. Розпил деревини суворо контролюється. З 1960 року загальний вимір деревної маси на Тарі вимірюється кожні 10 років. З 1990 по 2000 рік маса зросла з 463,7 м3/га (5 325 бушелів США на акр) до 476,4 м3/га (5 471 бушель США на акр). У межах парку розташовано 9 заказників площею 29,5 км2 (11,4 миля2), або 16 % парку, де вирубка лісу заборонена. Деякі з територій були залишені без нагляду упродовж століть, що робить їх в основному помірним дощовим лісом.
Ліси переважно складаються з бука, ялини та ялиці. Тара також може похвалитися рідкісним ендемічним третинним видом, сербською ялиною, яка зараз охороняється на невеликій території парку. Була відкритий Йосифом Панчичем у 1875 році в хуторі Джуричі в Заовіне. Через свою рідкісність і наукову важливість він був поставлений під державну охорону, оскільки його можна знайти лише в двох місцях на Тарі: каньйоні річки Мілешевка та на масиві Звієзда. Найстарішими деревами в парку є буки (деяким із них, за оцінками, понад 500 років), але інші старі та рідкісні третинні види становлять європейський падуб, дафну благаяна та тис звичайний.
Разом із кількома іншими буковими ділянками в національних парках Фрушка гора та Копаоник, букові ліси Звієзда та ущелина Рача на Тарі були подані на включення до Світової спадщини ЮНЕСКО Стародавні та первісні букові ліси Карпат та інших регіонів Європи у травні 2020 рік. Номінація була відхилена через те, що сербські закони дозволяють вирубувати захисні ліси на площі 5 гектарів (12 акрів), тоді як ЮНЕСКО приймає вирубки не більше 1 гектар (2,5 акра), і навіть це не тільки в районах найвищих рівень захисту, а й у прилеглих зонах. Було оголошено, що правила будуть змінені, так що частини Тари можуть бути включені у 2023 році.
Усього в парку налічується 1200 видів рослин, із яких 84 — балканські ендеміки, і 600 видів грибів. Є два види едельвейсу, які можна знайти в Сербії тільки на Тарі. Панчич виявив дервентську волошку (Centaurea derventana) на скелях каньйону Дервента, тоді як альпійський едельвейс зростає лише на одному хребті Мокрій Горі і суворо охороняється. Ще один ендемік — щириця звичайна. Серед інших рослин — суниця лісова, малина лісова та різноманітні гриби.
Гора відома численними лікарськими рослинами, зокрема деревами, кущами та травами, які використовуються в народній та сучасній медицині. Кілька сотень із них описано та зібрано у різноманітних посібниках та монографіях: дубчерешчатий, вільха польова, бук звичайний, шипшина, бузина чорна, липа широколиста, сосна чорна, ялина сербська, деревій звичайний, пирій повзучий, ціп'як, зеленокрила орхідея, тирлич, чистотіл звичайний, падуб європейський, мальва звичайна, мати-й-мачуха, ромашка, меліса, материнка, живокіст, кульбаба, Кульбаба, Кропива дводомна, коров'як апельсиновий.

### Дика природа

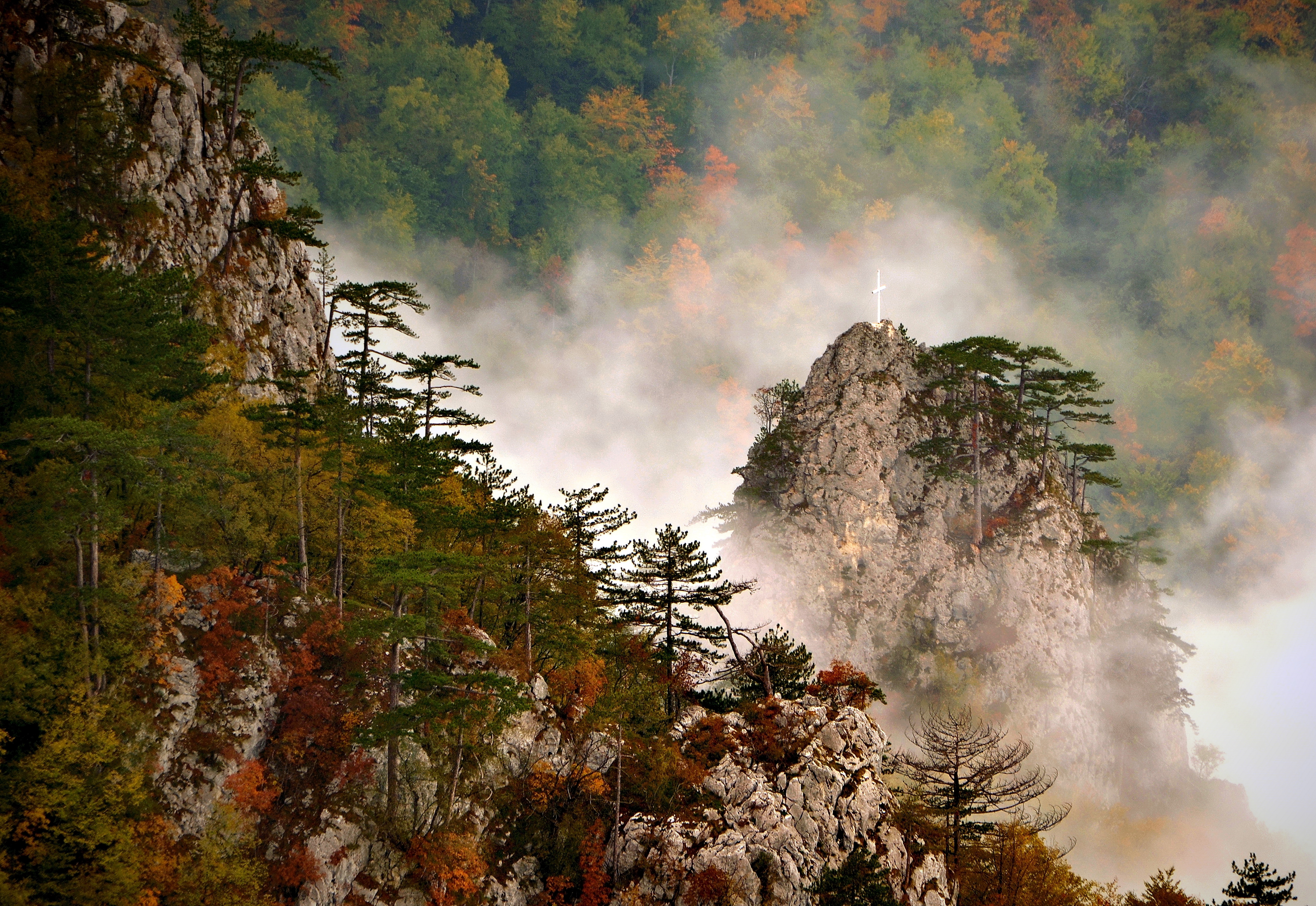
Каньйон Рача

Усього в парку налічується 140 видів комах. До рідкісних видів відносяться коник Панчича (Pyrgomorphella serbica), ендемічний цвіркун балканський ізофій, відкритий у 1882 році Карлом Бруннером фон Ваттенвілем, та осиковий довгоносик, який у Сербії живе лише в цьому місці. На схилах гори тимчасово або постійно проживають 135 видів птахів, у тому числі беркут, сип білоголовий, сапсан, філін, горіхівка крапчаста, снігур, хрестовик, чорний дятел, скельна куріпка та тетерев. На озері Перучац на Дрині є популяція звичайного крохаля, яка налічує 50 пар. Тару населяють 53 види ссавців, включаючи охоронюваних бурого ведмедя та видру, а також серну, косулю, рись, вовка, шакала, кабана, європейську куницю та європейську дику кішку.
Територія, де річка Дервента впадає в Дрину, є природним місцем нересту риб, що живуть у Дрині. Усього в парку водиться 19 видів риб.
Оскільки вони були під повною охороною, кількість бурих ведмедів незабаром почала зростати. До 2018 року їх було понад 50, що вважається оптимальною кількістю тварин на горі. Зі збільшенням їх кількості, незважаючи на наявність годівниць, вони почали завдавати шкоди місцевим садам і пасікам, але не нападали на худобу чи жителів села. За деякими тваринами стежать через супутник. Спостереження показують, що самки, особливо з дитинчатами, займають компактну територію, але самці ширше поширюються, подорожуючи на захід, перетинаючи Дрину в Боснію, де полювання дозволене. Ведмеді не прагнуть подорожувати до центральної Сербії, на схід чи північний схід від гори, але перша тварина, яку відстежили, пройшла весь шлях до схилів гори Копаоник, на південному сході. У квітні 2019 року на Тарі було близько 60 ведмедів, що становило 80 % усієї популяції бурих ведмедів у Сербії.
Восени 2021 року 15-річного ведмедя на прізвисько Александар (на честь Александра Македонського) оснастили камерою GPS-нашийника. Його спеціально вибрали через його величезні розміри, оскільки він важив близько 250 кг (550 фунт) . Кадри до серпня 2022 року, коли йому вдалося порвати нашийник, довели, що він справді був альфа-ведмедем на горі. Александар перебував у сплячці з середини листопада до кінця березня і дуже неохоче залишав печеру. Інші тварини ховалися від нього і так сильно відходили від нього, що він не зустрічав інших тварин, крім ведмедів. У цей період він годувався біля годівниць і «насолоджувався» проведенням часу з двома ведмедицями, але здебільшого просто спокійно тинявся. Ведмідь уникав відкритих просторів, не переходив узлісся. Він був надзвичайно обережним, щоб уникати людей, навіть перебуваючи поблизу сіл.

## Історія

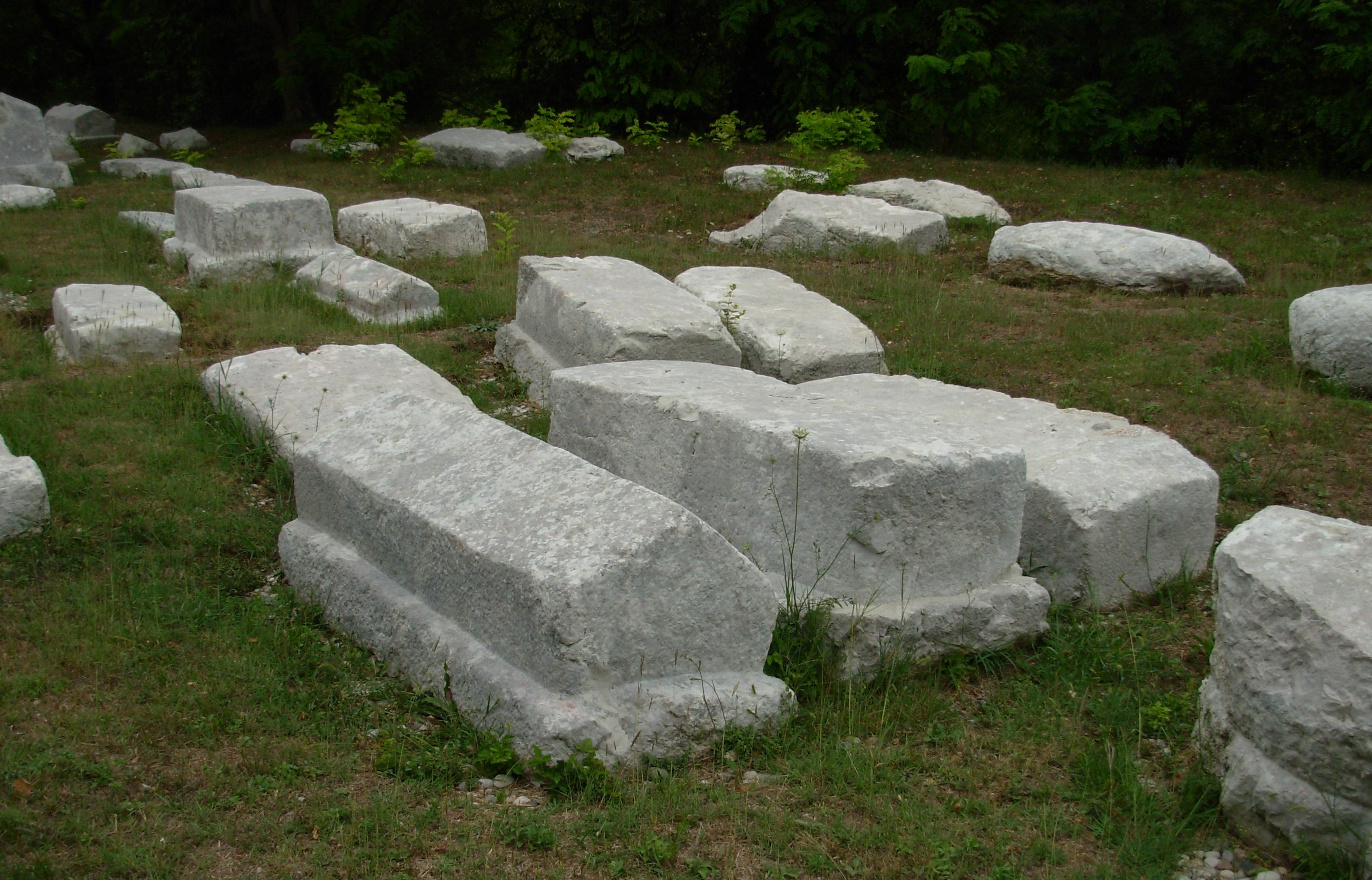
Стечки, об'єкт Світової спадщини ЮНЕСКО, у Мрамор'ї

Робота дослідницької групи з Університету Нортумбрії, опублікована в травні 2018 року в журналі Proceedings of the National Academy of Sciences of the United States of America, засвідчила, що місцевість «Чрвени Тепіг» містить докази найдавнішого забруднення свинцем у Європі. Його датують 3600 роком до нашої ери, передуючи попереднім найдавнішим знахідкам, датованим 3000 роком до нашої ери в південній Іспанії, і відсунули витоки металургії свинцю на шість століть.
Місцевість Кременіло, поблизу села Вишесава, є доісторичним поселенням, яке датується між 5000 і 7000 роками до нашої ери, як частина культури Старчево, яка розвинулася в Подунав'ї як перша сільськогосподарська культура на Балканах.
Гірське іллірійське плем'я аутаріатів населяло цю територію в епоху бронзи. Хоча часто згадується, що тара на санскриті означає «зірка», назва гори походить від назви племені. На місцевості «Борово Брдо» поблизу Калуджерське Баре було знайдено слов'янську кераміку 6-7 ст. Середньовічний некрополь Мрамор'є розташований біля села Перучац. Будучи одним із найважливіших комплексів стечків у Сербії, він охороняється державою як пам'ятка культури виняткової важливості. Ще один такий некрополь є біля села Растіште. Мрамор'є розташоване біля озера Перучац. Некрополь бере свій початок із 1300-х і 1400-х років і наразі має 88 видимих надгробків. Усі вони однотонні, без орнаменту, крім однієї, прикрашеної кругоподібним орнаментом. Усі камені складаються з однієї брили білого вапняку вагою 3 тонни і більше. Їх називали мраморови («мармурові [брили]»), звідки й пішла назва місцевості. Вони мають різну форму: плита, короб, двосхилий дах, злегка оброблені прямокутні камені тощо. У 2010 р. проведено невелику розвідку території, у 2011 р. кам'яні пам'ятки консервовано. Растіште — 7 км (4,3 миля) від Перучаца, в долині річки Дервента. Він складається із двох кладовищ, розділених 500 м (1 600 фут), на північ від сільської церкви. У місцевості Гаєві є 35 надгробків, а в Урошевіне — 33. Ці стечки прикрашені різьбленням лука та стріл, мечів тощо. Він розташовані неподалік від каменоломні Ваган, джерела каменю для стечок.

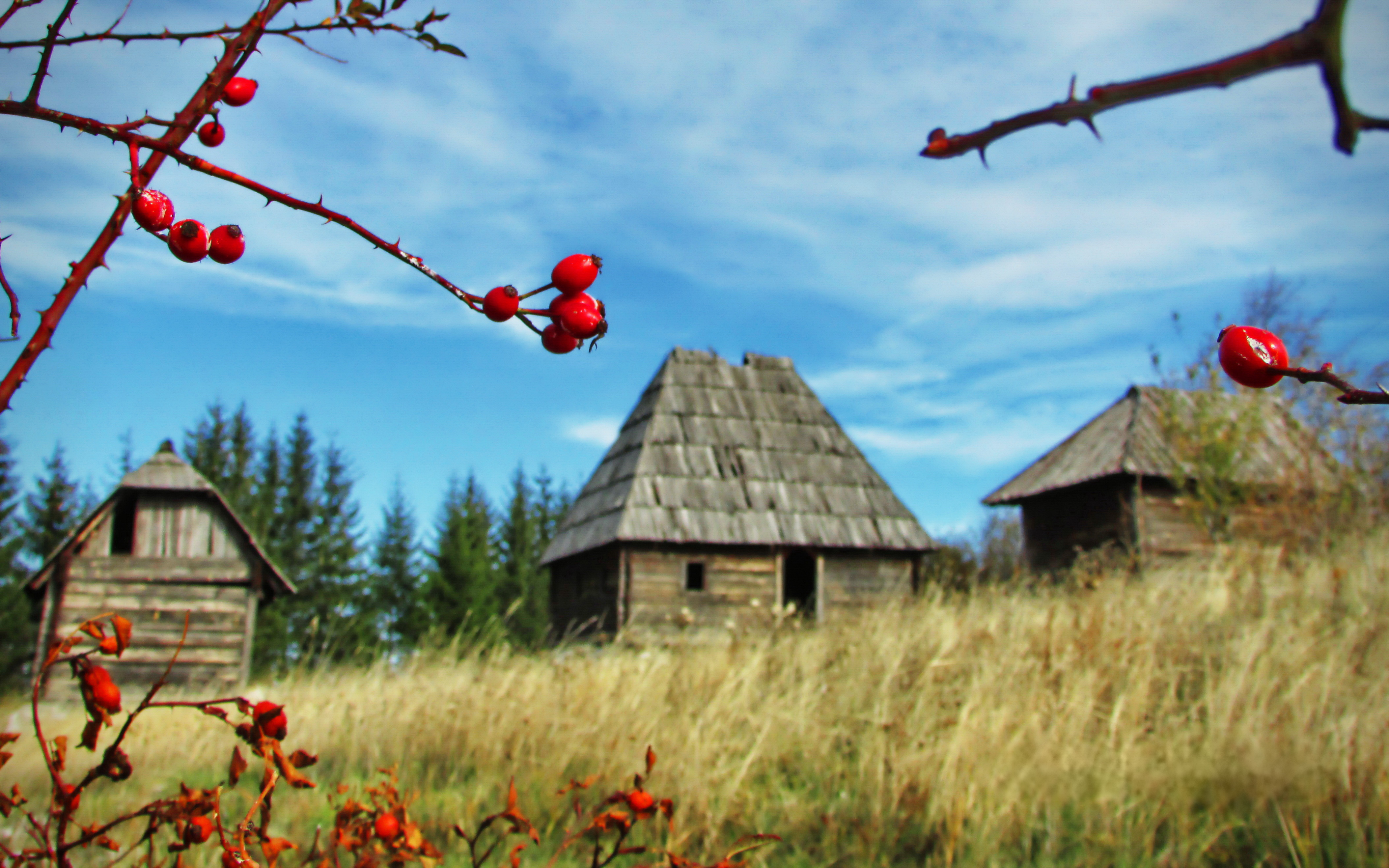
Сільські будинки на Тарі

В османський період цією територію проходила «боснійська дорога». У хуторі Градина поблизу Кремна був турецький арсенал і караван-сарай. Вони були знищені австрійцями в 1738 році. Через велику лісистість під час османського правління Тара була місцем укриття для гайдуків. Також на горі є форт Солотник.
Деякий час Тара була важливим залізничним перехрестям. Експонати того періоду зберігаються в Железнички парк Бела вода, біля однойменного джерела. Серед них «залізничний вагон Мажино» для перевезення боєприпасів під час Першої світової війни або німецький локомотив 1928 року. У Мокрій Горі є також Залізничний музей, у будівлі, побудованій у 1916 році австро-угорцями, коли вони будували вузькоколійну залізницю в окупованій Сербії. Відома сьогодні як Шарганська вісімка, це залізниця спадщини та визначна туристична пам'ятка.

## Туризм
Основними туристичними пунктами є Калуджерске Баре на півночі, поблизу Баїна-Башти, і Мітровац на півдні. Готелі Beli Bor і Omorika, а також кілька менших розташовані на Kaluđerske Bare, а Mitrovac приймає однойменний дитячий готель відпочинку.
До Національного парку можна дістатися безпосередньо з Баїна-Башта (дорогою Баїна-Башта — Калуджерске Баре), з Перучаца через Баїна Башта (дорогою Перучац — Мітровац) і з Кремни (дорога Кремна — Калуджерске Баре). Ущелиною Дрини, яка є невід'ємною частиною парку, можна покататися на човні.
Усього тут облаштовано 10 мальовничих майданчиків, із яких Банська є найбільш відвідуваною. Інші включають Кичац, Врановину, Великий Теферич, Малі Теферич і Враніца. Є 290 кілометрів (180 миля) облаштованих пішохідних та велосипедних доріжок. На річках є умови для каякінгу, рафтингу, веслування на дошці та каньйонінгу.
Товари місцевого виробництва — це вовняні вироби ручної роботи, молочні продукти, ялівцевий і сливовий спиртні напої та мед, зокрема сосновий мед.

Із середини 2010-х років почалося будівництво численних об'єктів на горі, в парку та вздовж озера. До 2020 року їх було кілька тисяч, переважна більшість зведена незаконно, без належних чи будь-яких дозволів. Об'єкти становлять будинки, вілли та плавучі баржі з будинками, причому деякі займають кілька сотень квадратних метрів. Немає стічних вод, тому відходи скидають прямо в озера, струмки та Дрину, а плавуче сміття покриває території навколо барж. У 2018 році всі об'єкти вздовж берега були демонтовані, крім 4, але в наступні два роки були розміщені або побудовані додаткові 150. Ситуація була описана як «усі мають юрисдикцію, і ніхто не має юрисдикції». Публічно й офіційно протестувало лише керівництво національного парку, але ні державна, ні муніципальна влада не відреагували.

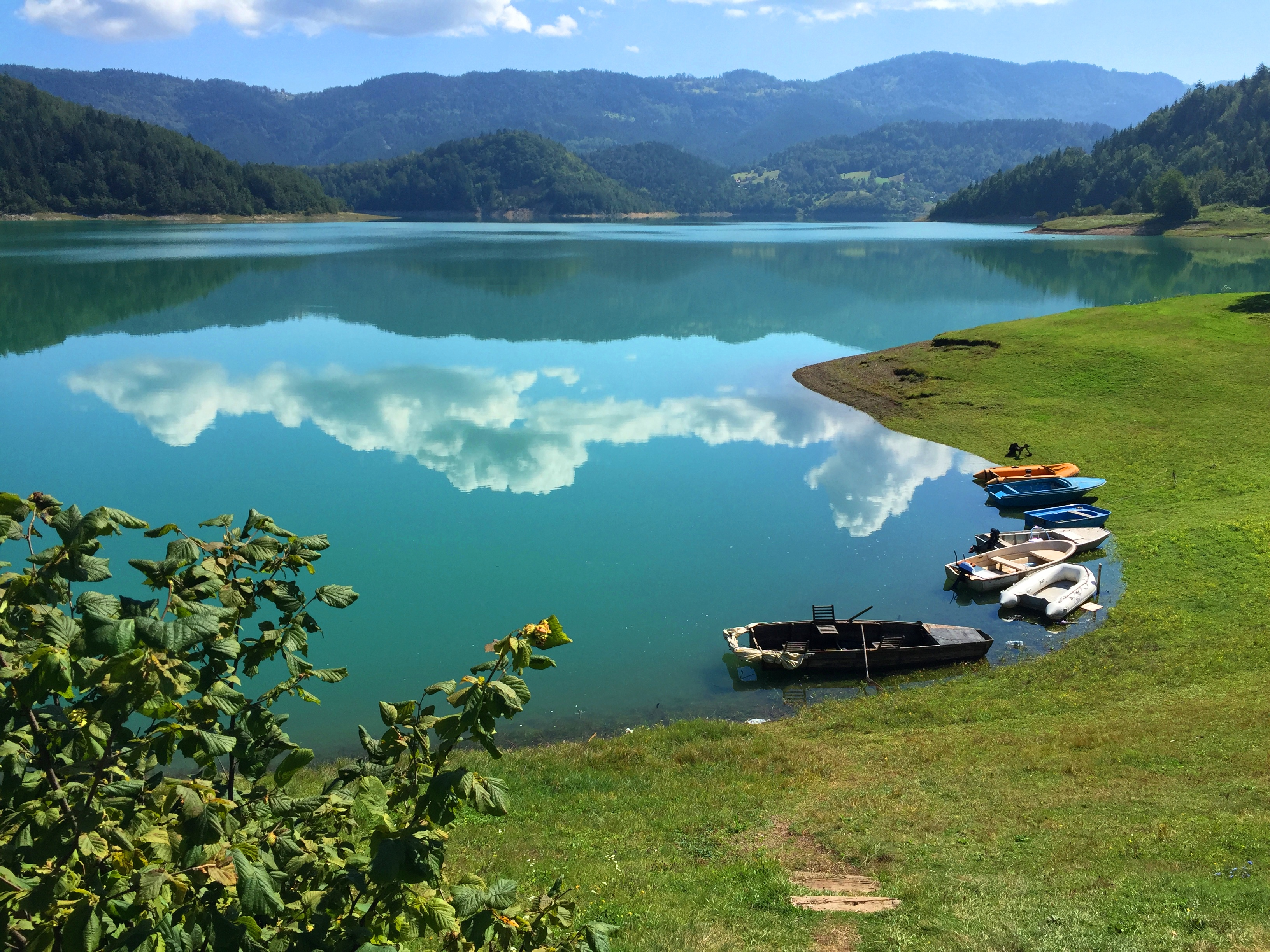
Озеро Заовіне
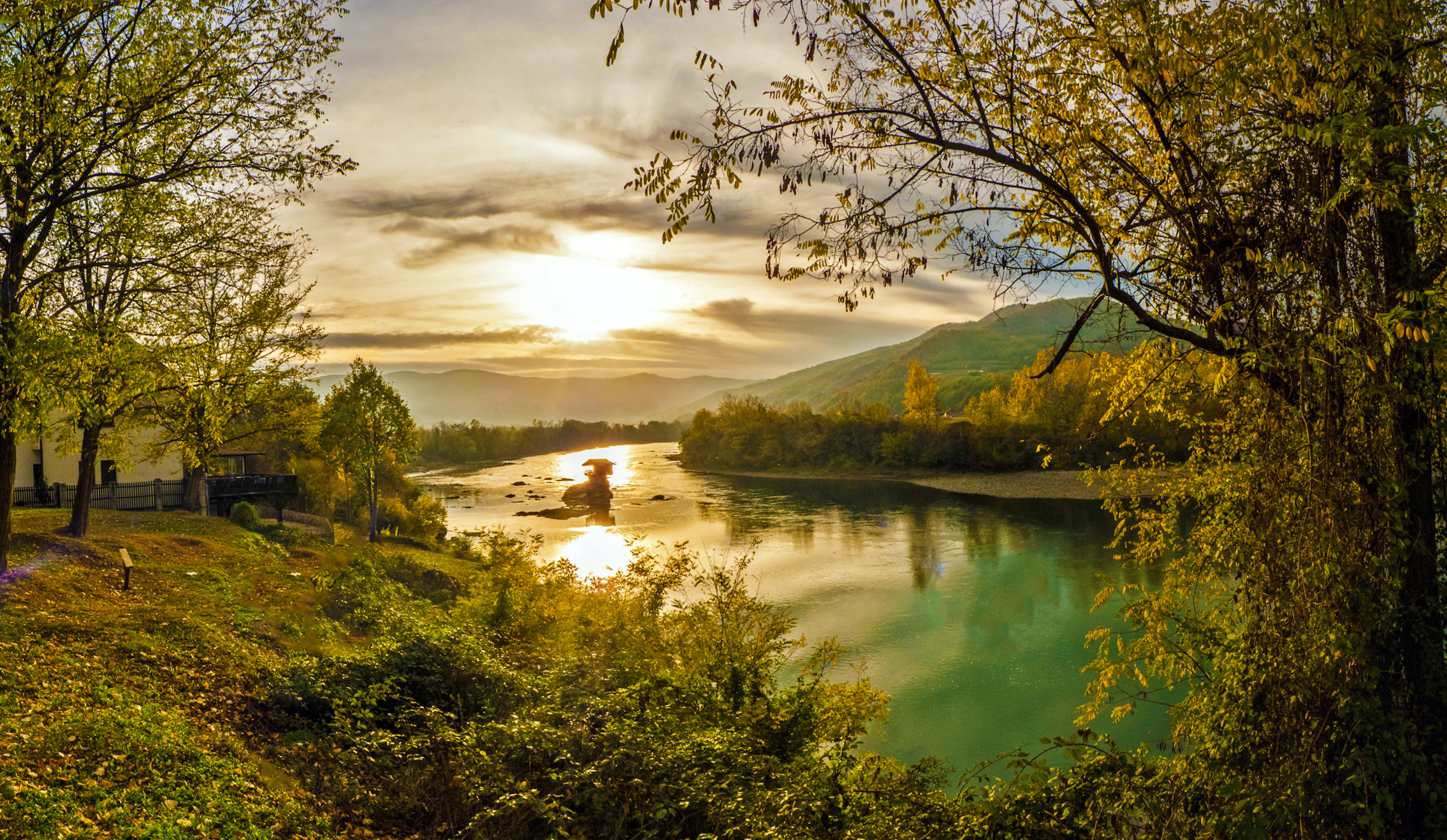
Дрина в Баїна-Башті
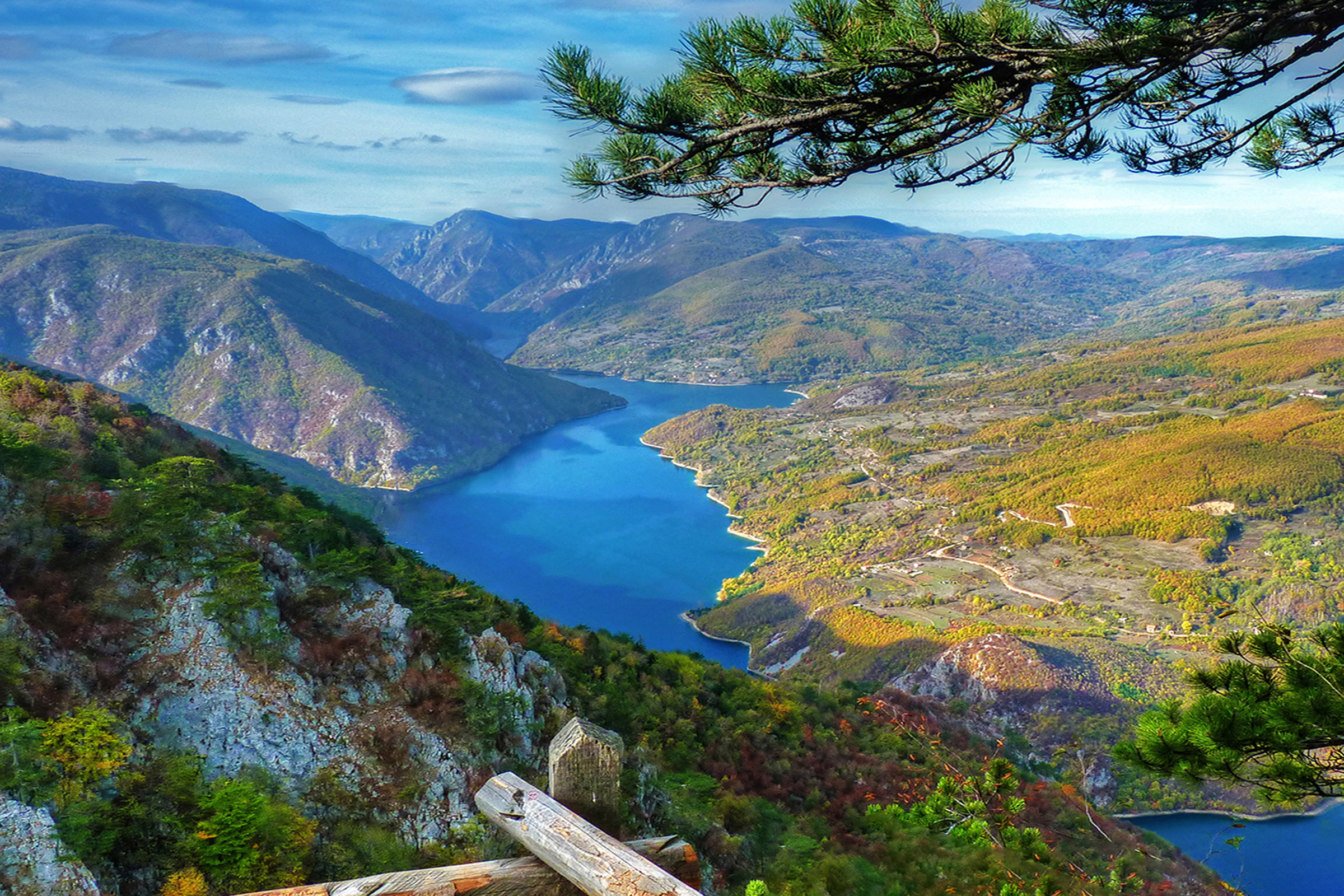
Озеро Перучац

## Особливості
Монастир Рача — сербський православний монастир, побудований королем Стефаном Драгутином (1276—1282) на правому березі річки Рача. Три століття потому, відомий скрипторій, відомий як Рачанська школа (серб. Рачанска школа, трансліт. Račanska škola) розвинувся і процвітав у 16-17 століттях. Ченці перекладали тексти з давньогрецької, писали історії, переписували рукописи. Вони перекладали і копіювали не тільки богослужебні, але й наукові та літературні твори того періоду, тому історія сербської літератури багато в чому завдячує їм. Турецький письменник-мандрівник Евлія Челебі у своєму подорожньому описі 1630 року зазначив, що в монастирі Рача було 300 монахів-писців, яких обслуговували 400 пастухів, ковалів та іншого персоналу. Серед охоронців було 200 озброєних людей. Під час Османської імперії він був кілька разів пошкоджений. Під час Великої турецької війни монастир був частково зруйнований турками в 1689 році. У 1826 році був реконструйований через пожежі. Підполковник жандармерії Яракович у 1941 році передав Мирославове Євангеліє ігумену Платону Мілоєвичу, який зберігав його під час війни. Монастир Рача оголошено пам'яткою культури. Поряд із монастирським глибом розташований кінно-тренувальний двір «Дора», відкритий у 2007 році.

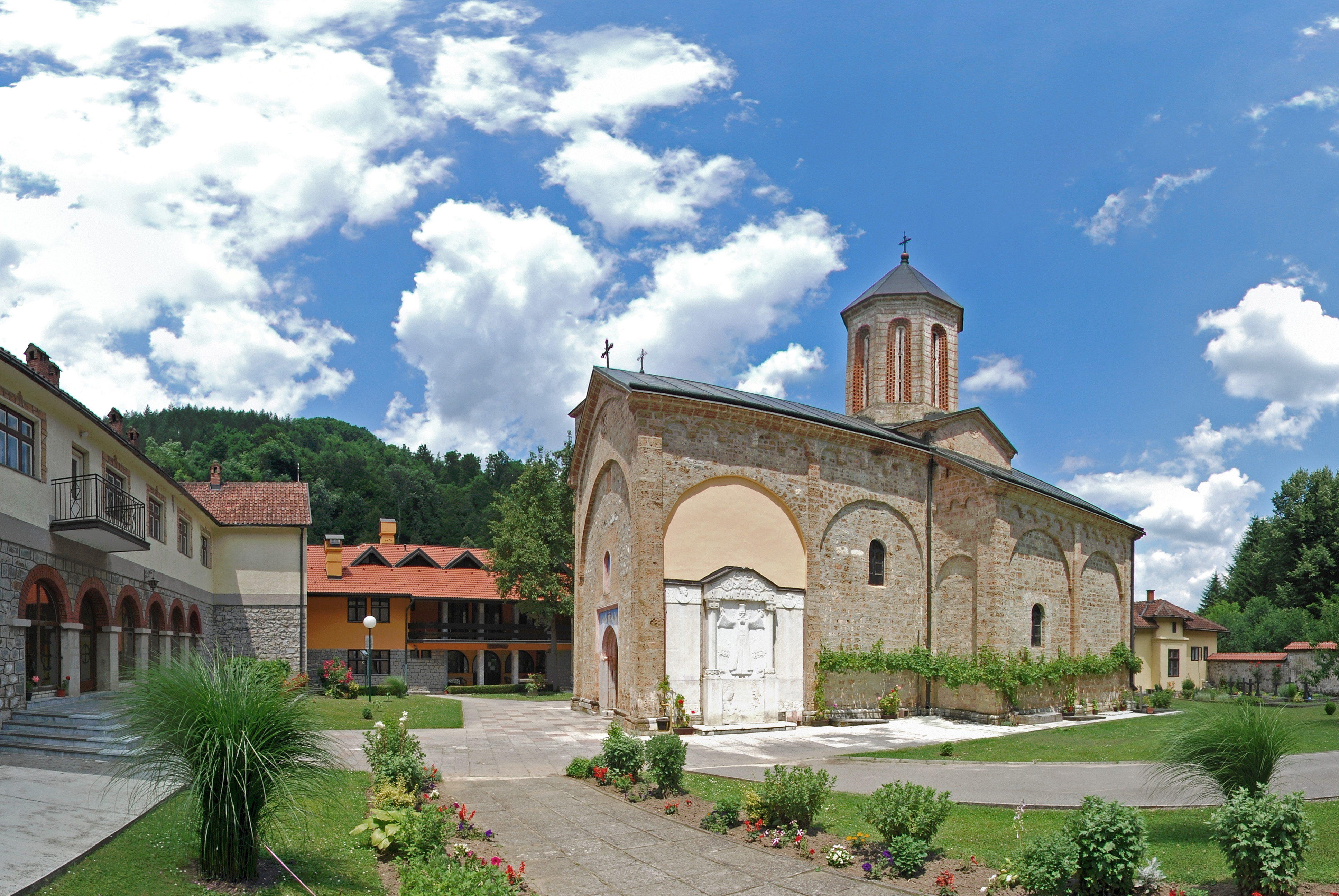
Монастир Рача був заснований у 13 ст. Стефаном Драгутином, сербським королем

На горі є будинки, які репрезентують народну архітектуру. Будинок Вукайловича є одним із найстаріших, побудований у середині 19 століття. Його побудував Вітор Вукайлович, власник мейхане з Баїна-Башти. Будинок більше не є житловим і перетворений на туристичний об'єкт. Відомий напис біля вхідних дверей «Славіша, зі своєю пані Аною, оселився тут у 1905 році», що сьогодні вважається найдавнішою датою, коли почав розвиватися туризм на Тарі. Крім того, на горі розкидано понад 650 пастуших хат, найстаріша з яких датується 1700-ми роками. Раніше існували також специфічні зруби, які називалися домовер. Замість фундаментів вони були побудовані на постаментах типу саней, щоб їх можна було легко пересувати за допомогою ярма або упряжі.
На річці Врело в 1927 році була побудована мініГЕС. Вона почала функціонувати в 1928 році, живлячи електроенергією Баїна-Башту, Перучац і Калуджерске Баре. Врело вважається найкоротшою річкою в Сербії, вона всього 365 м (1 198 фут), тому її прозвали «Рік». Вона закінчується ще однією принадою, 8-метрів-high (26 фут) водоспад у Дрині з оглядовим майданчиком і рестораном над ним. Ця ділянка Дрини є відправною точкою Дринської регати, щорічної події, яка перетворилася на туристичний захід, оскільки в липні 2017 року в ній взяли участь 1500 суден із 20 000 людей на човнах і загалом 120 000 відвідувачів.
Поруч із озером Заовіне збудована фотоелектрична сонячна електростанція «Brana Lazići». Розташування на висоті 880 м (2 890 фут) було обрано у 2014 році під час розробки концептуального проекту. Перший 110 кВТ⋅год (400 МДж) почали працювати у 2016 році, а решта 220 кВТ⋅год (790 МДж) додано у 2017 році, довівши загальну встановлену потужність до 330 кВТ⋅год (1 200 МДж). Завод має 1152 сонячні панелі, які охоплюють 5,700 м2 (61,35 фут2).